# Modicogryllus segnis
Modicogryllus segnis är en insektsart som beskrevs av Otte, D. och Cade 1984. Modicogryllus segnis ingår i släktet Modicogryllus och familjen syrsor. Inga underarter finns listade i Catalogue of Life.